# جیانگ شویی
جیانگ شویی (انگلیسی: Jiang Shuai؛ زادهٔ ۷ ژوئن ۱۹۸۲) بازیکن فوتبال اهل چین است.